# Rosende (Saviñao)
Rosende (llamada oficialmente Santa Mariña de Rosende) es una parroquia española del municipio de Saviñao, en la provincia de Lugo, Galicia.

## Límites
Limita con las parroquias de Freán al norte, Marrube y Licín al este, Fión y Acova al sur, y Mourelos al oeste.

## Organización territorial
La parroquia está formada por once entidades de población:

### Entidades de población
Entidades de población que forman parte de la parroquia:
- Bustelo
- Corveixe
- Madredauga (A Madredauga)
- Mularedo
- Sabariz
- Santa Mariña
- Sobrado
- Vilaravides
- Vilatiñosa

### Despoblados
Despoblados que forman parte de la parroquia:
- A Veitureira
- Pumar

## Demografía
| Gráfica de evolución demográfica de Rosende entre 2000 y 2021 |
|                                                               |
| Datos según el nomenclátor publicado por el INE.              |